# Osiecznica (województwo lubuskie)
Osiecznica (niem. Güntersberg) – wieś w Polsce położona w województwie lubuskim, w powiecie krośnieńskim, w gminie Krosno Odrzańskie. Około kilometr na północny wschód od wsi położone jest jezioro Moczydło.
W latach 1975–1998 miejscowość położona była w województwie zielonogórskim.
Wieś wzmiankowana w 1202, około 1000 mieszkańców, leży ok. 4 km od Krosna Odrzańskiego nad potokiem Biela.
Jest to wieś o genezie wczesnośredniowiecznej, nosząca nazwę słowiańską Osnetnice. Po raz pierwszy odnotowana w źródłach w 1202 roku jako własność śląskiego klasztoru w Lubiążu zatwierdzona przez księcia Henryka Brodatego. Nazwa wsi Ossecznicza vel Gunterberg pojawiła się w źródłach około 1300 roku. Według kopii jednego z dokumentów z 1417 roku wiadomo, że dobra tutejsze mieli dominikanie z Krosna Odrzańskiego. W 1523 roku źródła wspomniały o Osiecznicy, kiedy to książę Joachim I postanowił zwolnić nowo osadzonych tu ogrodników z pańszczyzny na rzecz Krosna. Wraz z reformacją miejscowość przeszła pod zarząd domeny w Krośnie. Nazwa pochodzi prawdopodobnie od zasieków chroniących przejście przez bród na Bieli i osłaniających gród w Krośnie. W XVI wieku zmiana nazwy w związku z zakupem wsi przez krośnieńskiego mieszczanina – Güntera; w XIX wieku następuje rozbudowa wsi wzdłuż drogi Krosno Odrzańskie – Frankfurt, powstaje Osiecznica Robotnicza w odróżnieniu od odległej o kilkaset metrów Osiecznicy Gospodarczej.
W odległości ok. 2 km na północny zachód od centrum wsi położone jest jezioro Moczydło. W okolicy znajduje się ścieżka rowerowa łącząca miejscowość z Marcinowicami. Kilka kilometrów od wsi przebiega południk 15°, według którego liczy się czas środkowoeuropejski.

## Zabytki
Do wojewódzkiego rejestru zabytków wpisane są:
- kościół parafialny pod wezwaniem świętych Apostołów Piotra i Pawła, wzniesiony w 1816 roku. Jest to jednonawowa, szachulcowa, budowla założona na planie prostokąta. Forma zewnętrzna przypomina bazylikę[7]. Autorstwo projektu tej świątyni przypisuje się Karlowi Friedrichowi Schinklowi. Nakryta dachem dwuspadowym jest wyższa część kościoła, zaś boczne dachami pulpitowymi. Po zachodniej stronie, nad dwuspadowym dachem góruje zwieńczona hełmem iglicowym drewniana wieżyczka. Elewacje były niegdyś zaopatrzone w neogotyckie okna ostrołukowe, które współcześnie zastąpiono wysokimi otworami prostokątnymi. Obecny kościół wygląda nieco inaczej od pierwotnego kształtu, co jest spowodowane kilkakrotnymi pracami remontowymi[7]. Drzwi wejściowe sąiInne, poprzedzone współczesną kruchtą. Po 1947 roku dokonano pewnych zmian w wyglądzie i wyposażeniu świątyni, kiedy to kościół w Osiecznicy został poświęcony jako filialny parafii w Krośnie Odrzańskim. Podczas remontów m.in. wstawiono nowy ołtarz, ułożono boazerię i wymieniono posadzkę. Zachowały się we wnętrzu empory drewniane, zajmujące znaczną część środkowej i wschodniej partii świątyni, a  wsparte są na masywnych słupach z dekoracyjnymi zastrzałami. Drewnianym stropem belkowym przykryta jest przestrzeń nad emporami,  zaś w partii środkowej drewnianym sklepieniem w formie łuku. Zabytkowe wyposażenie reprezentują tylko ławki ustawione na emporach oraz dwa dzwony z 1873 roku, wiszące w wieży[7].
- dwór - pałacyk, neoklasycystyczna budowla z około 1850 roku własność rodziny von Manteuffel. Budowla jest założona na planie prostokąta, z dwiema oficynami dostawionymi do elewacji bocznych. Jest to piętrowy, podpiwniczony obiekt nakryty dachem dwuspadowym. Czterokolumnowy portyk zwieńczony trójkątnym tympanonem znajduje się w centrum fasady[4]. Wschodnią elewację ogrodową akcentuje płytki ryzalit z czterema półkolumnami jońskimi, dźwigającymi belkowanie oraz tympanon[7]. Obecnie  możemy podziwiać bogaty wystrój architektoniczny elewacji w postaci gzymsów, opasek okiennych, naczółków i girland oraz wspomnianych kolumn i półkolumn. Zachowała się w pałacyku część historycznego wystroju oraz elementów wyposażenia, jak stolarka drzwiowa i okienna, snycerka klatki schodowej oraz piece kaflowe. Podczas remontu pałacu, którym zarządzało po1945 roku Państwowe Gospodarstwo Rybackie zmieniono układ pomieszczeń na parterze[7]. Obecnie siedziba gospodarstwa rybackiego KARP
  - zabytkowe budynki gospodarcze, poza rejestrem.